# Bill Perry
William Perry (Johannesburgo, Sudáfrica, 10 de septiembre de 1930 – 27 de septiembre de 2007), fue futbolista sudafricano, naturalizado inglés. Jugó de volante y su último equipo fue el South Coast United de la Illawara Premier League de Australia.

## Selección nacional
Ha sido internacional con la Selección de fútbol de Inglaterra, jugó 3 partidos internacionales y anotó 2 goles.

## Clubes
| Club                 | País       | Año       |
| -------------------- | ---------- | --------- |
| Johannesburg Rangers | Sudáfrica  | 1947-1949 |
| Blackpool FC         | Inglaterra | 1949-1962 |
| Southport FC         | Inglaterra | 1962-1963 |
| Hereford United      | Inglaterra | 1963-1964 |
| South Coast United   | Australia  | 1964-1965 |

## Palmarés

### Campeonatos nacionales
| Título  | Club         | País       | Año  |
| ------- | ------------ | ---------- | ---- |
| Copa FA | Blackpool FC | Inglaterra | 1953 |

- Datos: Q1179053